# یوداواتا
یوداواتا (به لاتین: Udawatta) یک منطقهٔ مسکونی در سری‌لانکا است که در استان مرکزی (سری‌لانکا) واقع شده‌است.